# جو براون (بازیکن فوتبال، زاده ۱۹۸۸)
جو براون (انگلیسی: Joe Brown؛ زادهٔ ۳ آوریل ۱۹۸۸) بازیکن فوتبال اهل بریتانیا است.
از باشگاه‌هایی که در آن بازی کرده‌است می‌توان به باشگاه فوتبال برافورد پارک آونیو و باشگاه فوتبال برادفورد سیتی اشاره کرد.